# Florence Bell (Leichtathletin)

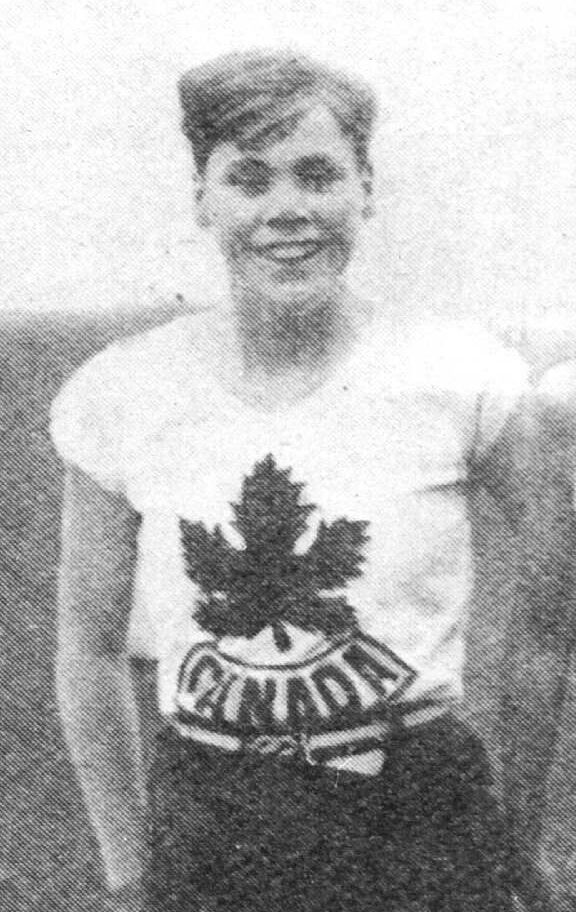
Florence Bell (1928)

Florence Isabel „Jane“ Bell (* 2. Juni 1910 in Toronto, Ontario; † 1. Juli 1998 in Fort Myers, Florida) war eine kanadische Leichtathletin und Olympiasiegerin.
Bell gehörte mit Fanny Rosenfeld, Jean Thompson, Ethel Smith, Myrtle Cook und Ethel Catherwood bei den Olympischen Spielen 1928 in Amsterdam zu denen zu Anfang von der Presse belächelten The Matchless Six. Am Ende der Spiele stellte sich jedoch heraus, dass gerade die sechs Damen der kanadischen Olympiamannschaft die meisten Medaillen für ihr Land geholt hatten, auch mehr als die Herren.
Bei diesen Olympischen Spielen gewann Bell die Goldmedaille im 4-mal-100-Meter-Staffellauf zusammen mit ihren Teamkolleginnen Fanny Rosenfeld, Ethel Smith, und Myrtle Cook vor dem Team der US-Amerikaner (Silber) und dem Team der Deutschen (Bronze).